# Eino Oksanen
Eino Ilmari Oksanen 
(Jyväskylä, 7 de maio de 1931 – 10 de agosto de 2022) foi um atleta finlandês de maratona.